# Puig de Sant Antoni (Sant Jaume dels Domenys)
El Puig de Sant Antoni és una muntanya de 506 metres que es troba al municipi de Sant Jaume dels Domenys, a la comarca del Baix Penedès.